# قلعه گرد کوه

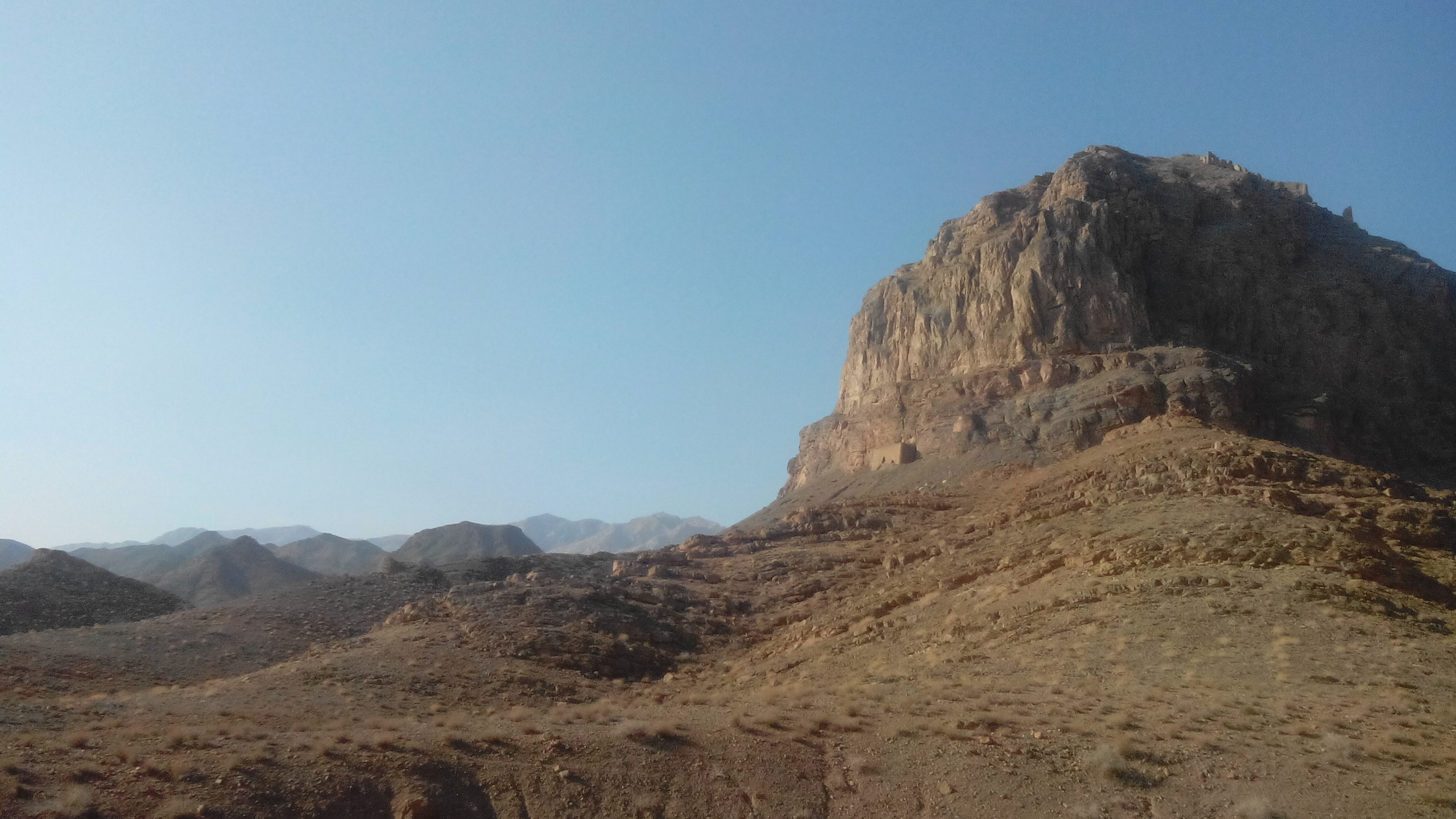
نمایی از گنبدان دژ

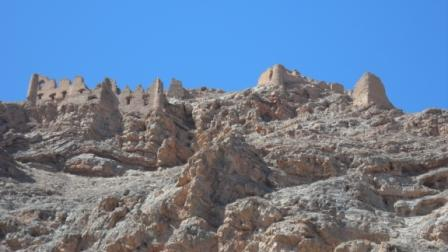
بقایای سازه‌ای متأخر بر فراز گردکوه

قلعۀ گِردکوه یا دژ گنبدان از قلعه‌های مهم اسماعیلیان الموت بوده است و در دامغان ، در۱۵کیلومتری شهر دامغان در نزدیکی روستای حاجی‌آباد رضوه واقع شده و این اثر در تاریخ ۲۵ اسفند ۱۳۷۸ با شمارهٔ ثبت ۲۶۵۰ به‌عنوان یکی از آثار ملی ایران به ثبت رسیده‌است.
گردکوه قلعه‌ای که بر فراز یک فلات سنگی منزوی در رشته‌کوه البرز قرار دارد و در حدود ۱۸ کیلومتری غرب دامغان، در منطقهٔ قومسِ دورهٔ میانه واقع شده است. این قلعه همچنین با نام «دژ گنبدان» نیز شناخته می‌شده است. تاریخ این قلعه که در اوایل دوران اسلامی یا اندکی پیش‌تر ساخته شده، به‌طور نزدیک با تاریخ دولت اسماعیلیه نزاریه در ایران، از اواخر قرن پنجم هجری قمری/یازدهم میلادی تا میانهٔ قرن هفتم هـ/سیزدهم م گره خورده است. گردکوه یکی از مهم‌ترین قلعه‌های نزاریه در منطقهٔ قومس، یکی از مناطق اصلی دولت نزاری به‌شمار می‌رفت. با قرار گرفتن در محاصره‌ای هفده‌ساله، گردکوه آخرین قلعهٔ نزاری در ایران بود که در سال ۶۶۹ هـ/ ۱۲۷۰ م به ایلخانان مغول تسلیم شد.

## وجه تسمیه
کوهی که قلعه گردکوه بر آن بنا شده درست به شکل گنبد است و احتمالاً به همین خاطر آن را به این نام نامیده‌اند.
ارتفاع تقریبی این کوه هزار متر و طول آن در حدود نیم کیلومتر است.
از لحاظ موقعیت طبیعی یکی از قدیمی‌ترین پناهگاه‌هایی است که در دوره‌های مختلف تاریخی مورد استفاده اقوام مختلف قرار گرفته و از قدیم اهمیت به خصوصی داشته است.
قلعه گردکوه یکی از مهم‌ترین پناه گاه‌های مستحکم و غیرقابل تسخیر فرقه اسماعیلیه در ایران بوده‌است. درسمت مشرق گردکوه نشانه ساختمان مستحکمی با سه آب‌انبار به جامانده است که گودی آن به علت این که به مرور پر شده دقیقاً معلوم نیست.
سه آب‌انبار مسقف می‌باشد که در قسمت جنوبی دژ واقع شده و هر سه به هم راه دارند و آب آنها از چشمه پیخار، به وسیله جویی که قبلاً وجود داشته تأمین می‌شده است.
چند عمارت در نقاط مختلف کوه به منظور دیده بانی ساخته شده بودو حوض‌هایی در کنار آن‌ها درست کرده بودند. تمام این ساختمانها به غیر از یک ساختمان، همه از سنگ و ساروج بنا شده و کوه را به صورت قلعه پابرجایی درآورده است. راه صعود به این کوه از سمت مشرق بوده و پیوسته زیرنظر دیده بانان قلعه قرار داشته است. در گردکوه کلیه وسایل زندگانی برای عده نسبتاً زیاد در مدت زیادی فراهم بوده و قطعه‌های سنگ آسیای دستی و شکسته‌های ظروف سفالی و سایر چیزها که اکنون در آن جا مشاهده می‌شود، تأکید کننده این مطلب است.

## پس از اسماعیلیان
گرد کوه آخرین قعله و پایگاه اسماعیلیان بود که بدست مغولان در سال (۶۶۹قمری - ۱۲۷۰ میلادی) سقوط کرد.
پس از سقوط اسماعیلیه گرد کوه به دست فرمانروایان مغول افتاد، در سال (۷۸۶ ه‍. ق) فردی به نام امیر ولی در یک درگیری با سپاه تیمور لنگ، گرد کوه را از تیموریان گرفت وجزو قلمرو خود قرار داد، ولی اندکی بعد در استرآباد از لشکر تیمور شکست خورد و زن و فرزندانش را به گردکوه آورده و خود فرار کرد، از سال (۸۰۰ ه‍. ق) به بعد قلعه روبه ویرانی نهاده و اهمیت خود را از دست داد.